# Zapovit Sv. Kyrila i Metodija
Zapovit Sv. Kyrila i Metodija (magyar jelentése Szent Cirill és Metód üzenete) a Szlovákiai Pravoszláv Egyház ukrán és orosz nyelven megjelenő lapja. Szlovák nyelvű változata Odkaz sv. Cyrila a Metoda lapcímmel jelenik meg. Első lapszámát 1958-ban adták ki.